# Communauté d’agglomération Grand Troyes
Die Communauté d’agglomération Grand Troyes war ein französischer Gemeindeverband mit der Rechtsform einer Communauté d’agglomération im Département Aube in der Region Grand Est. Sie wurde am 23. Dezember 1993 gegründet und umfasste 19 Gemeinden. Der Verwaltungssitz befand sich in der Stadt Troyes.

## Historische Entwicklung
Am 1. Januar 2017 wurde der Gemeindeverband mit den Communauté de communes Bouilly-Mogne-Aumont, Seine Melda Coteaux und Seine Barse sowie den Gemeinden Bucey-en-Othe, Estissac, Fontvannes, Messon, Prugny und Vauchassis aus der Communauté de communes des Portes du Pays d’Othe zur Communauté d’agglomération Troyes Champagne Métropole zusammengeschlossen.

## Ehemalige Mitgliedsgemeinden
1. Bréviandes
2. Buchères
3. La Chapelle-Saint-Luc
4. Isle-Aumont
5. Moussey
6. Les Noës-près-Troyes
7. Pont-Sainte-Marie
8. La Rivière-de-Corps
9. Rosières-près-Troyes
10. Saint-André-les-Vergers
11. Saint-Germain
12. Saint-Julien-les-Villas
13. Saint-Léger-près-Troyes
14. Saint-Parres-aux-Tertres
15. Sainte-Savine
16. Saint-Thibault
17. Torvilliers
18. Troyes
19. Verrières